# Шпаковский, Александр Павлович
Александр Павлович Шпако́вский (бел. Аляксандр Паўлавіч Шпакоўскі; род. 1984) — белорусский политический обозреватель, член организованной Александром Лукашенко комиссии по выработке поправок к Конституции Республики Беларусь. Независимые СМИ характеризуют его как провластного политолога.

## Биография
Вырос в неполной семье. В 2007 году окончил Белорусский государственный педагогический университет имени Максима Танка (исторический факультет), в 2011 году — Белорусский государственный университет (юридический факультет). В молодости состоял в Белорусской партии свободы. Был активистом «Правого альянса», в 2006 году был одним из охранников оппозиционного кандидата в президенты Александра Милинкевича, но, в отличие от соратников, не задерживался властями. Его взгляды в этот период оцениваются как радикально оппозиционные.
После окончания университета работал в администрации Фрунзенского района города Минска. Был одним из организаторов проекта «Антимак». Выступал, в частности, против легализации лёгких наркотиков и заявлял об их вреде для общества. По утверждению философа и политолога Владимир Мацкевича, карьере Шпаковского содействовал глава Администрации президента Республики Беларусь Владимир Макей, после чего, по его словам, «потом этих людей просто перекупили на деньги АП РФ и Фонда Горчакова». Также упоминается о связях Шпаковского с провластным политологом Юрием Шевцовым. В интервью 2012 года выступал против привлечения в Беларусь иностранной рабочей силы («Мы не можем допустить, чтобы сюда пришли какие-то пришельцы, установили свои порядки») и заявил в заинтересованности в превращении России в «русское государство для русского народа». Историк Алексей Браточкин охарактеризовал теоретическую публицистическую статью Шпаковского как имеющую мало отношения к социальной действительности и подчеркнул, что в статье Шпаковского «смыслы создаются при помощи клише и лозунгов».
В 2016 году Шпаковский и Алексей Дзермант сопровождали приехавших в Минск лидеров итальянской неофашистской партии «Новая сила» и праворадикальной Британской национальной партии Роберто Фиоре и Ника Гриффина.
Является директором центра «Актуальная концепция», участник проекта Алексея Дзерманта «Цитадель». Шпаковский вместе с Петром Петровским и Алексеем Дзермантом участвовал в деятельности финансируемого Администрацией президента Российской Федерации проекте «Сонар-2050». Аналитический центр ISANS упомянул Александра Шпаковского в качестве одного из активных деятелей пророссийских организаций в Беларуси. В 2017 году неизвестные разместили в открытом доступе дамп переписки, якобы имевшей место между Шпаковским и предположительным координатором антиукраинских акций Александром Усовским. В ноябре 2020 года провластный Белорусский союз журналистов избрал Шпаковского уполномоченным по защите журналистов.
В 2021 году вошёл в состав учреждённой Александром Лукашенко конституционной комиссии, которая должна разработать поправки к Конституции Республики Беларусь.
Награждён Благодарностью Президента Республики Беларусь (2022) за многолетний плодотворный труд, высокий профессионализм, значительный личный вклад в государственное строительство, активное участие в общественно-политической жизни страны.
15 января 2023 года, на фоне вторжения России на Украину, был внесён в санкционный список Украины за «ряд заявлений в русле кремлевской пропаганды» и поддержку нападения на Украину.
В 2024 году стал депутатом Палаты представителей.